# Sandoy

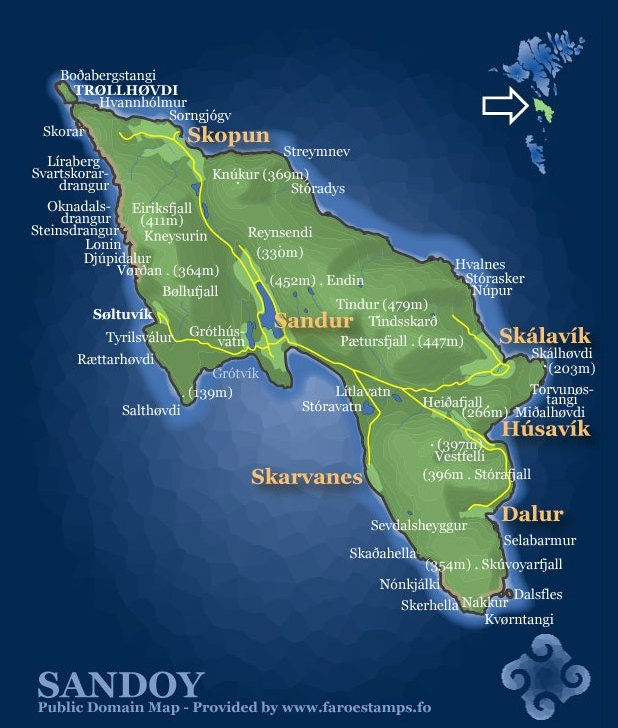
Mapa de Sandoy

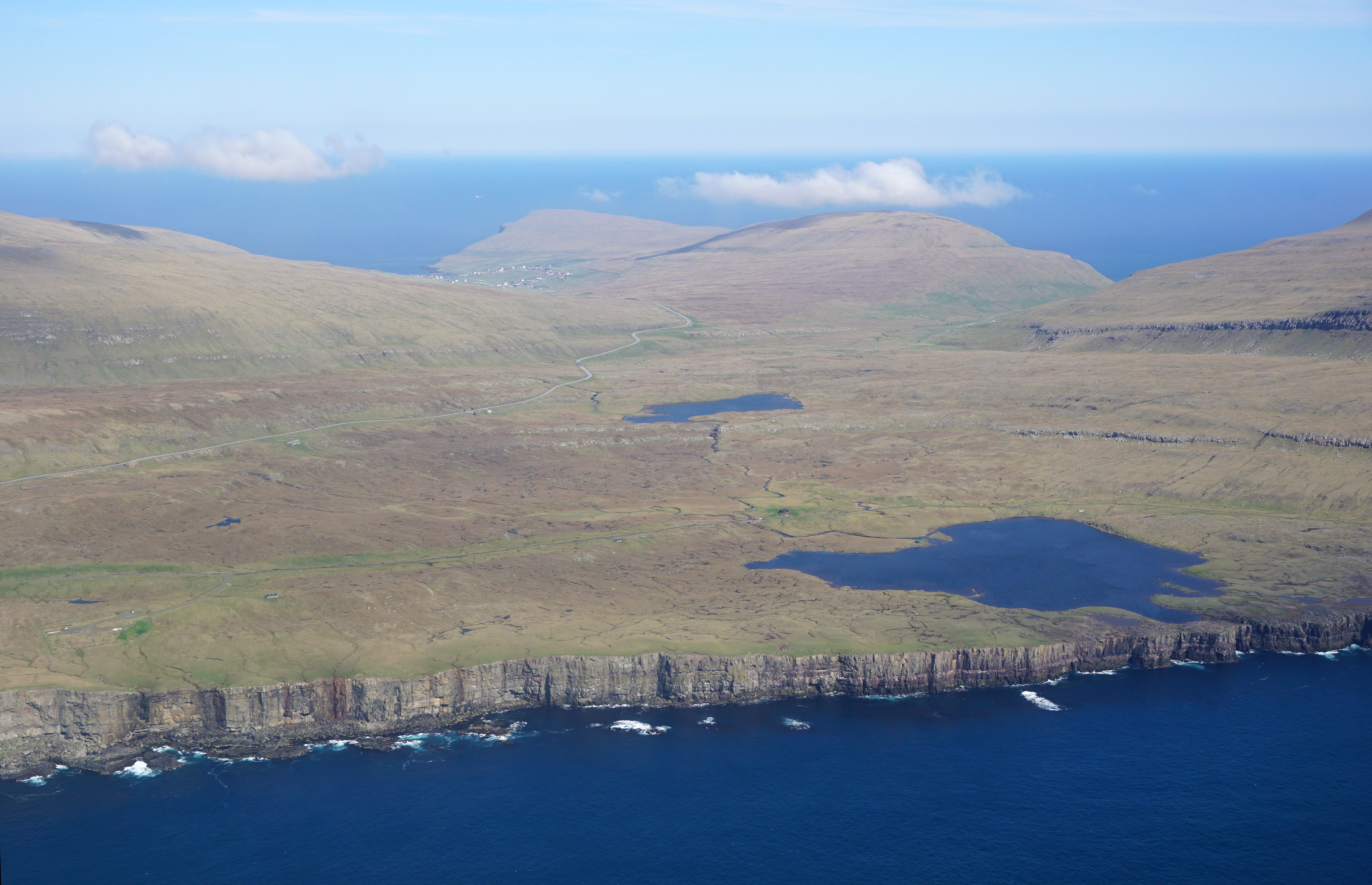
Sandoy

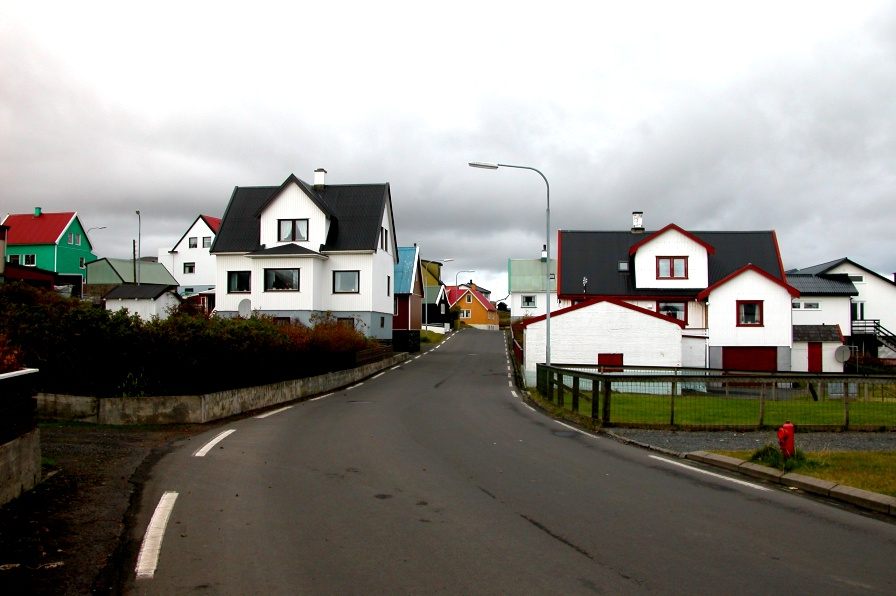
Rua de Sandur

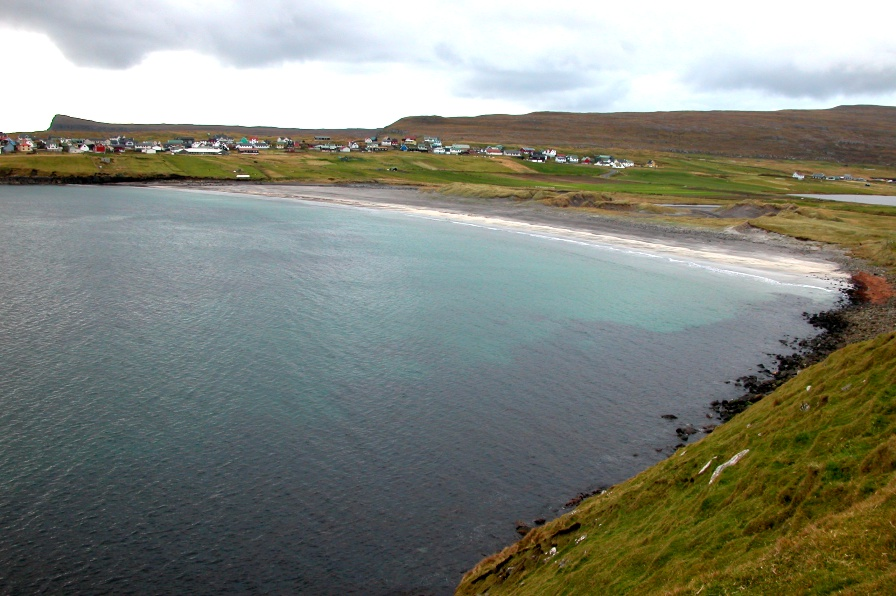
Sandsvágur, a única praia das ilhas com dunas

Sandoy ( PRONÚNCIA; em dinamarquês: Sandø) é a quinta maior das Ilhas Faroés, com uma área de 112,1 km². O seu nome significa ilha de areia, em referência às praias que se podem encontrar ao longo da sua costa. É a ilha mais plana do arquipélago, o que a torna um local ideal para a prática do ciclismo.

Possui cerca de 1 313 habitantes, de acordo com o censo de 2011. O seu ponto mais alto é Tindur, com 479 metros de altitude.
Sandoy constitui uma comuna, à qual pertencem também as ilhas de
Skúvoy e Stóra Dímun, totalizando 62 habitantes. As povoações mais importantes da ilha são Sandur, Skálavík, Skopun e Húsavík. Skarvanes é uma povoação praticamente deserta, com apenas um habitante em 2007.
Dispõe de uma ligação por barco à capital Tórshavn. Desde 2004, está ser levada a cabo a construção de um túnel sob o mar para a ligar à ilha de Streymoy. 

## Lendas de Sandoy

### A donzela de Húsavík
Húsavík, povoação de 88 habitantes situada na costa oriental da ilha, foi palco de uma das lendas mais populares do folclore faroês.
Uma jovem pobre chamada Sissal, trabalhando sob a ordens de um agricultor abastado local, teve um sonho estranho, numa tarde em que adormecera nos pastos de seu amo. O sonho dizia-lhe que cavasse o solo em que se encontrava, para encontrarar grandes quantidades de ouro. O sonho repetiu-se várias ocasiões, tendo a jovem finalmente decidido pedir conselho a uma sábia anciã da zona.
Esta aconselhou-a a levar a cabo a escavação. Ao fazê-la, Sissal encontrou o famoso corno de ouro de Sigmundur Brestisson (uma das personagens mais importantes da saga dos faroeses). 
Levou a sua descoberta a seu amo, que o envia para o rei da Dinamarca. O monarca, agradecido pela oferta, concede a Sissal uma propriedade na ilha, assim como uma quantidade de dinheiro equivalente ao peso em ouro do corno.
Com o dinheiro, comprou todas as terras de Húsavík, assim como da vizinha Skarvanes, convertendo-se na mulher mais rica da história das ilhas. Hoje em dia, os restos da sua propriedade, Heimi a Garði, ainda podem ser encontrados na localidade.

### Gívrinarhol
Diz-se que dentro desta gruta, situada a oeste de Sandur, vive uma mulher troll. A lenda conta como um homem foi à procura desta gruta e encontrou a troll junto a uma criança, estando ambos rodeados de grandes quantidades de ouro.
Como a troll era cega, o homem teve coragem para roubar o ouro que os rodeava e também o monte com o qual a criança brincava. Apesar de ela nada ver, quando a criança começou a chorar, deu-se conta que algo se passava. Tentou encontrar o culpado por toda a gruta, mas o homem já se escapara a cavalo.
Enfurecida, gritou e chamou pela sua vizinha, para vingar a afronta. A sua amiga não hesitou em tentar apanhá-lo e foi a correr atrás do ladrão, saltando sobre o lago Gróthúsvatn (deixando alguns buracos que podem hoje ser vistas, conhecidas por Gívrunarspor). 
Apesar do ladrão levar uma certa vantagem, a troll conseguiu agarrar a cauda do cavalo, não o parando, mas conseguindo que fosse mais devagar. Com o medo de ser apanhado, o homem continuou a cavalgar, fazendo com que a mulher acabasse por ficar com a cauda na mão.
Finalmente, conseguiu derrubar o homem e o cavalo, mas já estavam ambos perto da povoação, ao lado da igreja, pelo que a troll perdeu os seus poderes. Mais tarde, o ouro roubado pelo homem viria a ser utilizado para fazer candelabros para o altar da igreja.